# Inmigración turca en Australia
La inmigración turca en Australia hace referencia al movimiento migratorio de personas procedentes de Turquía hacia Australia, o de personas de origen étnico turco provenientes de otros países. Dicha corriente migratoria ha cobrado mayor importancia en las últimas décadas.
La primera gran ola de turcos que comenzaron a emigrar hacia Australia eran provenientes de la isla de Chipre en búsqueda de trabajo en los años 40, seguidos de una segunda ola cuando los turco-chipriotas fueron obligados a salir de sus hogares durante el conflicto de Chipre entre 1963 y 1974. Asimismo, una gran cantidad de inmigrantes turcos comenzaron a llegar a Australia una vez que un acuerdo bilateral fue firmado entre Turquía y Australia en 1967. Recientemente, grupos más pequeños de turcos han comenzado a emigrar hacia Australia provenientes de Bulgaria, Grecia, Irak, y Macedonia del Norte.

## Historia
La presencia del pueblo turco en Australia se remonta a principios del siglo XIX, aunque en la época solo había unos 20 colonos turcos. Su número aumentó a 300 al momento del censo de 1911. Dichas cifras disminuyeron durante la Primera Guerra Mundial cuando Australia y Turquía lucharon en lados opuestos.